# AKB子兔道場
《AKB子兔道場》（日語：AKB子兎道場）是東京電視台以及東京電視台系列局等在2012年12月7日開始播放的綜藝節目。

## 概要
- 2009年7月10日－2012年11月30日在東京電視台系列播放的首個固定節目《週刊AKB》的後繼節目。
- 歡迎有煩惱的兔子到攝影棚，AKB48成員親身聆聽煩惱、議論、相談並引導解決。
- AKB48的峯岸みなみ和綜合演出的テリー伊藤在攝影棚擔任主要MC，並會有9名的AKB48成員出演。是峯岸首次擔任AKB48相關定期節目的MC。

## 固定成員
除了攝影棚MC峯岸以外的成員是不定期出演外，攝影棚每回9人出演預定。
攝影棚MC
- テリー伊藤（固定客演。兼任綜合演出）
- 峯岸みなみ（AKB48研究生、2012年12月〜2013年1月是Team B所屬。）
- AKB48
  - Team A：入山杏奈、大島涼花、川栄李奈、菊地あやか、小林茉里奈、佐々木優佳里、佐藤すみれ、高橋朱里、高橋みなみ、田野優花、松井咲子、森川彩香、横山由依
  - Team K：秋元才加、阿部マリア、内田真由美、大島優子、北原里英、倉持明日香、島田晴香、鈴木紫帆里、中田ちさと、藤田奈那、前田亜美 、武藤十夢
  - Team B：石田晴香、市川美織、岩佐美咲、梅田彩佳、大場美奈、大家志津香、柏木由紀、片山陽加、加藤玲奈、小嶋菜月、島崎遥香、竹内美宥、中村麻里子、名取稚菜、藤江れいな、山内鈴蘭
  - 研究生：相笠萌
- SKE48
  - Team S:木﨑ゆりあ、木下有希子、菅なな子
  - Team KII:石田安奈
  - Team E:竹内舞
- HKT48
  - Team H：多田愛佳
- SNH48：宮澤佐江
- JKT48
  - Team J：高城亜樹（AKB48 Team B兼任）、デフィ・キナル・プトゥリ、仲川遥香、ナビラ・ラトナ・アユ・アザリア

### 嘉賓・其他的出演者
包括非嘉賓的出演者
- 手島優 - 「巨乳軍團」出演。
- 木口亜矢 - 「巨乳軍團」出演。
- 愛川ゆず季 - 「巨乳軍團」出演。
- 壇蜜 - 「究極H姐壇蜜兔」出演。
- 今井聖弓 -  ジュピター所属女優。「情人節告白的小兔子」出演。
- 杉原杏璃 - 「隆胸的小兔子為何煩惱」出演。
- カリスマカンタロー - 「ダンスで天下を取りたい子兎」中出演。

## 主要企劃
- AKB成員為迷路的小兔子解決煩惱
歡迎「迷惑兔子」抱著煩惱到攝影棚相談，AKB48成員會提出解決方案。
- 飛翔的兔子
每次1位成員以一問一答形式進行。
- AKB子兎通信
街中聽誰都想起身近的苦惱與AKB48商議。
- 樂曲介紹[1]
AKB48・SKE48・NMB48・HKT48等以及派生組合・獨立活動成員的樂曲MV介紹。
- Ending Dance
片尾曲的結束時，AKB成員會跳AKB48的歌曲。

## 音樂
開頭曲
- 「永遠的壓力」:AKB48（2012年12月7日 - 2013年1月18日、3月1日、4月5日、4月19日、5月17日）
- 「overture」:AKB48（2013年1月25日 - 2013年2月22日、3月8日 - 3月29日）
- 「無限重播」:AKB48（2013年4月12日）
- 「掌心語」 :AKB48（2013年3月22日）
- 「好想見你」:AKB48（2013年5月24日）
- 「RIVER」:AKB48（2013年7月5日）

結尾曲（Ending Dance使用曲 〜2013年4月12日）
- 「UZA」:AKB48（2012年12月7日 - 2013年1月18日）
- 「overture」:AKB48（2013年1月25日 - 2013年4月12日）
- 「永遠的壓力」:AKB48（2013年5月24日、6月7日、6月28日）
- 「再見自由式」:AKB48（2013年5月31日、6月14日、6月21日）
- 「Okey Dokey」:SKE48（2013年7月5日）

## 播放電視台・播放時間
| 播放地域       | 播放電視台   | 系列           | 播放日時             | 播放開始日    | 延遅     |
| -------------- | ------------ | -------------- | -------------------- | ------------- | -------- |
| 關東廣域圏     | 東京電視台   | 東京電視台系列 | 星期五 17:30 - 18:00 | 2012年12月7日 | 制作局   |
| 北海道         | 北海道電視台 | 東京電視台系列 | 星期五 17:30 - 18:00 | 2012年12月7日 | 同時播放 |
| 愛知縣         | 愛知電視台   | 東京電視台系列 | 星期五 17:30 - 18:00 | 2012年12月7日 | 同時播放 |
| 大阪府         | 大阪電視台   | 東京電視台系列 | 星期五 17:30 - 18:00 | 2012年12月7日 | 同時播放 |
| 岡山縣・香川縣 | 瀨戶內電視台 | 東京電視台系列 | 星期五 17:30 - 18:00 | 2012年12月7日 | 同時播放 |
| 福岡縣         | TVQ九州放送  | 東京電視台系列 | 星期五 17:30 - 18:00 | 2012年12月7日 | 同時播放 |
| 和歌山縣       | 和歌山電視台 | 独立局         | 星期四 24:35 - 25:05 | 2013年1月6日  | 遅20日   |
| 奈良縣         | 奈良電視台   | 独立局         | 星期一 25:00 - 25:30 | 2013年1月7日  | 遅24日   |
| 滋賀縣         | 琵琶湖放送   | 独立局         | 星期日 24:00 - 24:30 | 2013年1月9日  | 遅30日   |
| 三重縣         | 三重電視台   | 独立局         | 星期四 17:00 - 17:30 | 2013年1月17日 | 遅55日   |

## 備註
1. ↑  沒有特別的環節名
2. ↑  2013年3月前是星期日 8:30 - 9:00
3. ↑  2013年3月前是星期一 25:30 - 26:00
4. ↑  2013年3月前是星期工 18:25 - 18:55

## 外部連結
- AKB子兎道場官方網站 （页面存档备份，存于）

| 東京電視台系列 每週五17:30時段（綜藝530第1時段）          | 東京電視台系列 每週五17:30時段（綜藝530第1時段） | 東京電視台系列 每週五17:30時段（綜藝530第1時段） |
| --------------------------------------------------------- | ------------------------------------------------ | ------------------------------------------------ |
|                                                           | AKB子兎道場 （2012.12.7 - 2014.3.28）            |                                                  |
| 週刊AKB （2009.7.10 - 2012.11.30） 【這節目開始綜藝時段】 | 特捜警察ジャンポリス （2014.4.4 - ）             |                                                  |